# Microregione di Goioerê
Goioerê è una microregione del Paraná in Brasile, appartenente alla mesoregione di Centro Ocidental Paranaense.

## Comuni
È suddivisa in 11 comuni:
- Altamira do Paraná
- Boa Esperança
- Campina da Lagoa
- Goioerê
- Janiópolis
- Juranda
- Moreira Sales
- Nova Cantu
- Quarto Centenário
- Rancho Alegre d'Oeste
- Ubiratã